# 大原義剛

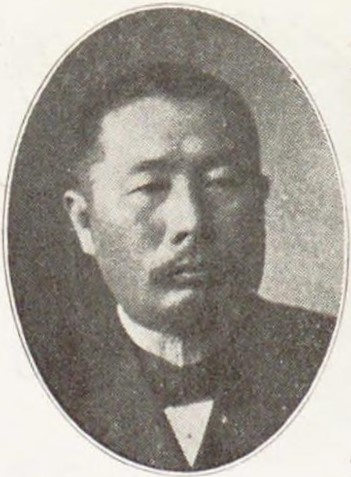
大原義剛

大原 義剛（おおはら よしたけ、慶応元年4月27日〈1865年5月21日〉 - 1945年〈昭和20年〉1月17日）は、日本の政治家、玄洋社の結成に参加した国家主義者。衆議院議員。

## 経歴
福岡県筑紫郡警固村（現・福岡市）に生まれる。明治11年（1878年）に開墾社に入り、明治14年（1881年）、鹿児島三州社に入り陽明学者の中尾水哉に学び、明治21年（1888年）6月、慶應義塾に入り明治25年（1892年）大学部を卒業。黒龍会の内田良平が結成した天佑侠の結成に参加。天佑侠を結成した時点で玄洋社員だったのは内田と大原義剛の二人だけである。二六新報の鈴木天眼と共に朝鮮に渡り東学党の乱を支援。
明治35年（1902年）8月、第7回衆議院議員総選挙で福岡県郡部区から出馬し進歩党の代議士となり憲政本党に移る。次いで九州日報社長となる（主筆は篠崎昇之助）。憲政本党から転じて立憲民政党福岡支部長となる。第11回、第12回総選挙で当選し、通算3期務めた。